# شوبدري خوش أختر سبحاني
شوبدري خوش أختر سبحاني (توفي في 30 مايو 2021) سياسي باكستاني. كان عضوًا في مجلس مقاطعة البنجاب منذ أغسطس 2018 إلى 30 مايو 2021. ولد سبحاني في عائلة فاريو بارزة من غوجار. كان والده شودري أختار علي سياسيًا بارزًا ومحافظ لولاية سيالكوت، وظل وزيرًا إقليميًا للبنجاب، وعضوًا في الجمعية الوطنية الباكستانية عدة مرات. توفي يوم الأحد 30 مايو 2021.

## الحياة السياسية
تم انتخابه لمجلس مقاطعة البنجاب كمرشح في 1990 في الانتخابات العامة الباكستانية. حصل على 42.960 صوتًا وهزم إدريس باجوا. وأعيد انتخابه لعضوية مجلس مقاطعة البنجاب كمرشح عن حزب الرابطة الإسلامية الباكستانية في الانتخابات العامة الباكستانية عام 1993 وأصبح وزيرا لرعاية السكان والسجون. حصل على 39.579 صوتًا وهزم المرشح محمد أسلم مرشح حزب الرابطة الإسلامية الباكستانية وحصل على 27.463 صوتًا. تم انتخابه لعضوية مجلس مقاطعة البنجاب في الانتخابات العامة 2002 من دائرة سيالكوت كمرشح عن حزب الرابطة الإسلامية الباكستانية وهزم طاهر محمود هوندلي مرشح حزب الشعب الباكستاني. ترشح لمقعد الجمعية الإقليمية للبنجاب في الانتخابات العامة لعام 2008 لكنه خسر المقعد أمام طاهر محمود هودلي مرشح حزب الشعب الباكستاني. تم انتخابه لعضوية مجلس مقاطعة البنجاب لولاية رابعة كمرشح للرابطة الإسلامية الباكستانية في الانتخابات العامة الباكستانية 2018.